# Kniphofia buchananii
Kniphofia buchananii är en grästrädsväxtart som beskrevs av John Gilbert Baker. Kniphofia buchananii ingår i Fackelliljesläktet som ingår i familjen grästrädsväxter.
Artens utbredningsområde är KwaZulu-Natal. Inga underarter finns listade i Catalogue of Life.